# دانیل گراف
دانیل گراف (انگلیسی: Daniel Graf؛ زادهٔ ۳ اوت ۱۹۷۷) بازیکن فوتبال اهل آلمان است.
از باشگاه‌هایی که در آن بازی کرده‌است می‌توان به باشگاه فوتبال کایزرسلاوترن، باشگاه فوتبال کیکرز اوفنباخ، باشگاه فوتبال کارلسروهه، باشگاه فوتبال اس‌سی فورتونا کلن، و باشگاه فوتبال آینتراخت برانشوایگ اشاره کرد.
وی همچنین در تیم ملی فوتبال زیر ۲۱ سال آلمان بازی کرده‌است.